# Leichtathletik-Länderkampf der Männer 1962 Indien – BR Deutschland
| 11. Leichtathletik-Länderkampf mit bundesdeutscher Beteiligung 1962 | 11. Leichtathletik-Länderkampf mit bundesdeutscher Beteiligung 1962 |                                         |
| ------------------------------------------------------------------- | ------------------------------------------------------------------- | --------------------------------------- |
|                                                                     |                                                                     |                                         |
| Ländervergleich der Männer: Indien – BR Deutschland                 |                                                                     |                                         |
| Austragungsort                                                      | Neu-Delhi                                                           |                                         |
| Wettbewerbe                                                         | 18                                                                  |                                         |
| Datum                                                               | 25. Oktober 1962                                                    |                                         |
| 1. FRG 2. IND                                                       | 10 Siege 08 Siege                                                   |                                         |
| Chronik                                                             |                                                                     |                                         |
| ← FRG-Südamerika (M)                                                | erster LK 1963:00 FRG-YUG 10kampf (M) →                             | erster LK 1963:00 FRG-YUG 10kampf (M) → |

Den elften und letzten Vergleich des Länderkampfjahres 1962 trugen die deutschen Männer im Rahmen ihrer Reise nach Indien aus. Am 25. Oktober fand in Neu-Delhi die erste Begegnung mit den indischen Leichtathleten statt.

## Wettbewerbe und Modus
Aus den bei Länderkämpfen üblichen zwanzig Disziplinen fehlten der 10.000-Meter-Lauf und der Speerwurf. So kamen achtzehn Wettbewerbe zur Austragung. Aus dem olympischen Programm wurden neben den beiden oben genannten Disziplinen außerdem der Marathonlauf, die beiden Gehdisziplinen und der Zehnkampf nicht angeboten. Die Teilnehmerzahl in den achtzehn Wettbewerben war nicht einheitlich. Indien trat mit zwei Teams an, die sich jedoch nicht klar zuordnen ließen. Es wurde vereinbart, dass nicht die übliche Punktevergabe mittels der Platzierung der Teilnehmer den Länderkampf entschied, sondern die Zahl der Siege. 

## Ergebnis
Die Rahmenbedingungen für das bundesdeutsche Team waren schwierig, der Länderkampf wurde an nur einem Tag abgewickelt, die Mannschaft bestand nur aus insgesamt siebzehn Startern und in einigen Disziplinen traten Athleten an, die hierfür nicht spezialisiert waren. Vielbeschäftigt waren die drei mitgereisten Zehnkämpfer Manfred Bock, Willi Holdorf und Werner von Moltke. So startete Willi Holdorf in beiden Hürdenläufen, in der 4-mal-400-Meter-Staffel und im Weitsprung, Werner von Moltke im Stabhochsprung, Weitsprung, Kugelstoßen, Diskuswurf und Hammerwurf, Manfred Bock im 110-Meter-Hürdenlauf, Hochsprung, Stabhochsprung und Dreisprung. Außerdem betätigte sich der Kugelstoßer Dietrich Urbach im Hochsprung und der Sprinter Alfred Hebauf vertrat die Bundesrepublik im Dreisprung.
Die bundesdeutschen Sportler gewannen fünf Läufe, die indischen vier. Von den Staffeln ging eine an die Bundesrepublik Deutschland, die andere an Indien. In den Sprungwettbewerben stellte Indien drei Sieger, Deutschland nur einen. Die bundesdeutschen Leichtathleten sicherten sich die drei Wurf-/Stoßwettbewerbe. So gab es am Ende einen bundesdeutschen Erfolg, das bundesdeutsche Team hatte zehn Siege auf seinem Konto, die indische Mannschaft verbuchte acht Siege.

## Legende
Kurze Übersicht zur Bedeutung der Symbolik – so üblicherweise auch in sonstigen Veröffentlichungen verwendet:
| k. A. | keine Angabe          |
| NMW   | keine Weite (No Mark) |
| ogV   | ohne gültigen Versuch |

## Resultate

### 100 m
| Platz | Athlet        | Land | Zeit (s) |
| ----- | ------------- | ---- | -------- |
| 1     | Alfred Hebauf | FRG  | 10,4     |
| 2     | Peter Gamper  | FRG  | 10,5     |
| 3     | Powell        | IND  | 10,6     |
| 4     | Ferrao        | IND  | 10,6     |

### 200 m
| Platz | Athlet         | Land | Zeit (s) |
| ----- | -------------- | ---- | -------- |
| 1     | Heinz Schumann | FRG  | 20,8     |
| 2     | Manfred Germar | FRG  | 21,1     |
| 3     | Powell         | IND  | 21,6     |
| 4     | Nagabhushanam  | IND  | 22,0     |

### 400 m
| Platz | Athlet              | Land | Zeit (s) |
| ----- | ------------------- | ---- | -------- |
| 1     | Milkha Singh        | IND  | 47,5     |
| 2     | Hans-Joachim Reske  | FRG  | 47,6     |
| 3     | Karl-Friedrich Haas | FRG  | 48,3     |
| 4     | Makhan Singh        | IND  | 48,3     |

### 800 m
| Platz | Athlet           | Land | Zeit (min) |
| ----- | ---------------- | ---- | ---------- |
| 1     | Herbert Missalla | FRG  | 1:50,9     |
| 2     | Dayal Singh      | IND  | 1:51,3     |
| 3     | Daljit Singh     | IND  | 1:52,1     |
| 4     | Karl Eyerkaufer  | FRG  | 1:52,1     |

### 1500 m
| Platz | Athlet           | Land | Zeit (min) |
| ----- | ---------------- | ---- | ---------- |
| 1     | Mohinder Singh   | IND  | 3:49,4     |
| 2     | Pritam Singh     | IND  | 3:49,6     |
| 3     | Karl Eyerkaufer  | FRG  | 3:58,2     |
| 4     | Jarnail Singh    | IND  | 3:58,4     |
| 5     | Herbert Missalla | FRG  | 4:02,0     |

### 5000 m
| Platz | Athlet          | Land | Zeit (min) |
| ----- | --------------- | ---- | ---------- |
| 1     | Peter Kubicki   | FRG  | 14:44,4    |
| 2     | Tarlok Singh    | IND  | 14:49,2    |
| 3     | G. Peters       | IND  | 14:58,6    |
| 4     | Wolfgang Fricke | FRG  | 15:22,2    |

### 110 m Hürden
| Platz | Athlet                   | Land | Zeit (s) |
| ----- | ------------------------ | ---- | -------- |
| 1     | Gurbachan Singh Randhawa | IND  | 14,5     |
| 2     | Manfred Bock             | FRG  | 15,2     |
| 3     | Gurdip Singh             | IND  | 15,3     |
| 4     | Willi Holdorf            | FRG  | 15,4     |

### 400 m Hürden
| Platz | Athlet        | Land | Zeit (s) |
| ----- | ------------- | ---- | -------- |
| 1     | Helmut Janz   | FRG  | 52,0     |
| 2     | Amrit Pal     | IND  | 53,8     |
| 3     | Willi Holdorf | FRG  | 55,4     |
| 4     | Malkiat Singh | IND  | 56,0     |

### 3000 m Hindernis
| Platz | Athlet          | Land | Zeit (min) |
| ----- | --------------- | ---- | ---------- |
| 1     | Pan Singh       | IND  | 8:54,0     |
| 2     | Chuni Lal       | IND  | 8:54,2     |
| 3     | Wolfgang Fricke | FRG  | 9:02,0     |
| 4     | Horst Flosbach  | FRG  | 9:10,0     |

### 4 × 100 m Staffel
| Platz | Besetzung      | Land                                                     | Zeit (s) |
| ----- | -------------- | -------------------------------------------------------- | -------- |
| 1     | BR Deutschland | Heinz Schumann Peter Gamper Alfred Hebauf Manfred Germar | 40,3     |
| 2     | Indien         | keine Angabe                                             | 41,9     |

### 4 × 400 m Staffel
| Platz | Besetzung      | Land                                                             | Zeit (min) |
| ----- | -------------- | ---------------------------------------------------------------- | ---------- |
| 1     | Indien         | keine Angabe                                                     | 3:10,7     |
| 2     | BR Deutschland | Helmut Janz Karl-Friedrich Haas Willi Holdorf Hans-Joachim Reske | 3:10,9     |

### Hochsprung
| Platz | Athlet                   | Land | Höhe (m) |
| ----- | ------------------------ | ---- | -------- |
| 1     | Gurbachan Singh Randhawa | IND  | 1,98     |
| 2     | Jeet Singh               | IND  | 1,90     |
| 3     | Manfred Bock             | FRG  | 1,80     |
| 4     | Dietrich Urbach          | FRG  | 1,70     |

### Stabhochsprung
| Platz | Athlet            | Land | Höhe (m) |
| ----- | ----------------- | ---- | -------- |
| 1     | Werner von Moltke | FRG  | 4,05     |
| 2     | A. Ramachandran   | IND  | 3,96     |
| 3     | Gurdip Singh      | IND  | 3,81     |
| 4     | Manfred Bock      | FRG  | 3,75     |

### Weitsprung
| Platz         | Athlet                       | Land | Weite (m)                   |
| ------------- | ---------------------------- | ---- | --------------------------- |
| 1             | Bondata Venkata Satyanarayan | IND  | 7,15                        |
| 2             | Virsa Singh                  | IND  | 6,93                        |
|               | Werner von Moltke            | FRG  | Leistung nicht zu ermitteln |
| Willi Holdorf | FRG                          |      | Leistung nicht zu ermitteln |

### Dreisprung
| Platz | Athlet        | Land | Weite (m) |
| ----- | ------------- | ---- | --------- |
| 1     | Raj Kumar     | IND  | 14,36     |
| 2     | Amrik Singh   | IND  | 14,27     |
| 3     | Manfred Bock  | FRG  | 13,56     |
| 4     | Alfred Hebauf | FRG  | k. A.     |

### Kugelstoßen
| Platz                  | Athlet            | Land | Weite (m) |
| ---------------------- | ----------------- | ---- | --------- |
| 1                      | Dietrich Urbach   | FRG  | 17,55     |
| 2                      | Dinshaw Irani     | IND  | 15,68     |
| 3                      | Werner von Moltke | FRG  | 15,17     |
| keine weiteren Angaben |                   |      |           |

### Diskuswurf
| Platz | Athlet            | Land | Weite (m) |
| ----- | ----------------- | ---- | --------- |
| 1     | Werner von Moltke | FRG  | 50,05     |
| 2     | Baikar Singh      | IND  | 48,69     |
| 3     | Dinshaw Irani     | IND  | 47,93     |
| 4     | Dietrich Urbach   | FRG  | k. A.     |

### Hammerwurf
| Platz | Athlet            | Land | Weite (m) |
| ----- | ----------------- | ---- | --------- |
| 1     | Hans Fahsl        | FRG  | 60,14     |
| 2     | Balbir Singh      | IND  | 46,99     |
| 3     | Surjan Kumar      | IND  | 43,25     |
| NMW   | Werner von Moltke | FRG  | ogV       |